# 约讷河畔马里尼
約訥河畔马里尼（法語：Marigny-sur-Yonne，法語發音：[maʁiɲi syʁ jɔn]）是法国涅夫勒省的一个市镇，属于克拉姆西区。

## 地理
约讷河畔马里尼（47°16'51"N, 3°39'4"E）面积11.1 平方千米，位于法国勃艮第-弗朗什-孔泰大區涅夫勒省，该省份为法国中部省份，北至约讷省，西北接卢瓦雷省，西接谢尔省，南至阿列省，东南接索恩-卢瓦尔省，东临科多尔省。
与约讷河畔马里尼接壤的市镇（或旧市镇、城区）包括：迪罗勒、绍莫、希特里莱米讷、热尔默奈、吕阿日。

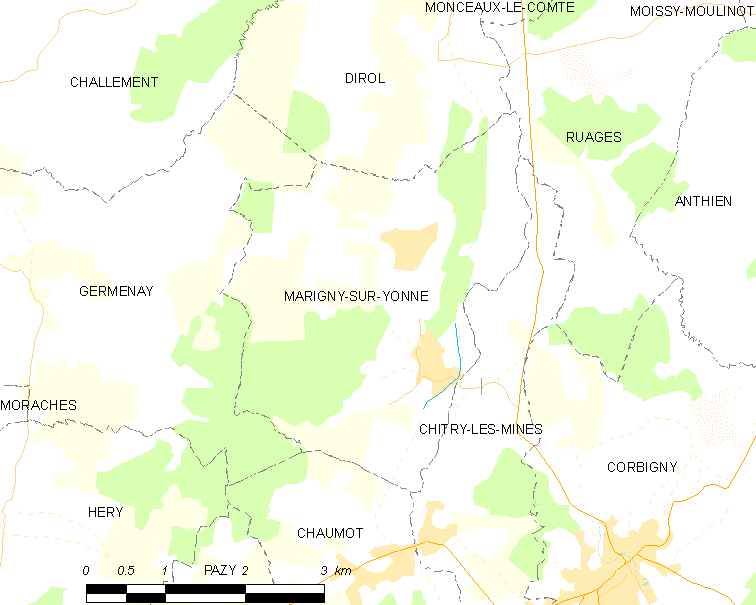
约讷河畔马里尼的OSM定位图

约讷河畔马里尼的时区为UTC+01:00、UTC+02:00（夏令时）。

## 行政
约讷河畔马里尼的邮政编码为58800，INSEE市镇编码为58159。

## 政治
约讷河畔马里尼所属的省级选区为科尔比尼县。

## 人口

1962-2008年间约讷河畔马里尼人口变化图示

约讷河畔马里尼于2022年1月1日时的人口数量为191人。